# Dorfkirche Estedt

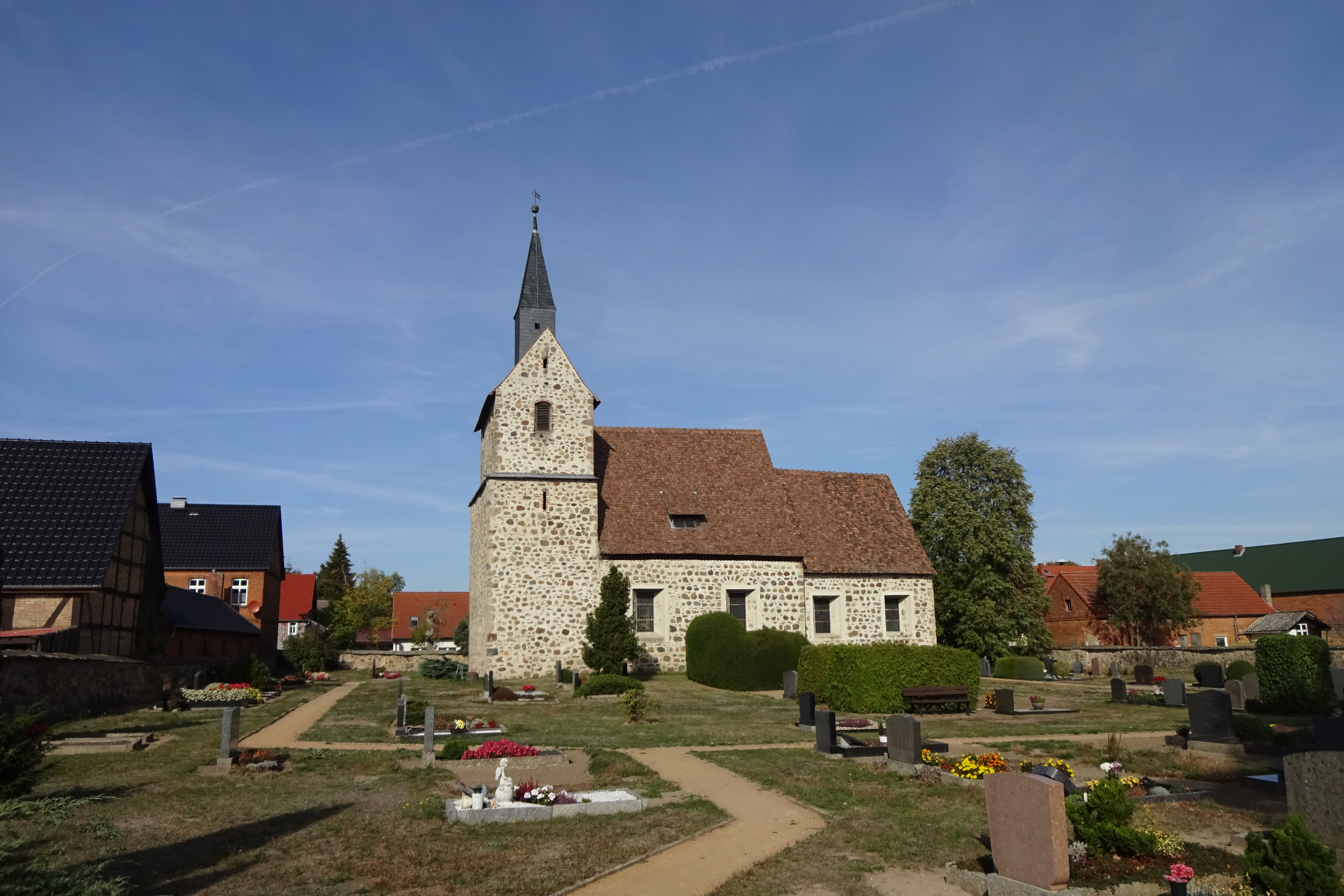
Dorfkirche Estedt

Die evangelische Dorfkirche Estedt ist eine spätromanische Saalkirche im Ortsteil Estedt von Gardelegen im Altmarkkreis Salzwedel in Sachsen-Anhalt. Sie gehört zum Pfarrbereich Estedt im Kirchenkreis Salzwedel der Evangelischen Kirche in Mitteldeutschland (EKMD).

## Geschichte und Architektur
Die Kirche ist eine spätromanische Saalkirche aus Feldsteinmauerwerk mit eingezogenem quadratischem Chor und Westquerturm aus der Zeit um 1200. Der Turm ist mit rundbogigen Schallöffnungen, Satteldach und Dachreiter versehen. An der Nordseite ist ein vermauertes Rundbogenportal erkennbar, an der Südseite eine romanische Fensteröffnung erhalten. Die Renovierung aus der Zeit um 1910 ist am Südportal datiert. Die jüngste Renovierung wurde um 1990 durchgeführt, weitere Renovierungen erfolgten 1925 und 1950. Das Innere wird durch eine Flachdecke mit Voute geschlossen.

## Ausstattung
Das Hauptstück der Ausstattung ist ein Altaraufsatz aus dem Jahr 1711, der im Mittelfeld einen Kruzifixus zwischen gedrehten Säulen zeigt und mit Akanthuswangen verziert ist. Im gesprengten Giebel ist der auferstandene Christus zwischen Engeln dargestellt; eine Restaurierung erfolgte im Jahr 1828. Die Kanzel aus dem Jahr 1724 ist mit reichem Akanthusschnitzwerk in den Füllungen und am kronenartigen Schalldeckel verziert, der ein Stifterwappen derer von Alvensleben zeigt. Ein barocker Taufengel ist ebenfalls erhalten.
Von dem schlichten Gestühl und der dreiseitigen Empore ist der älteste Teil an der Nordseite mit schiffskehlenartigem Balken im Schiff auf das Jahr 1617 und 1622 im Chor datiert. Die nicht ursprünglich für diese Kirche geschaffene Orgel stammt aus dem Jahr 1840. 
An der Außenseite der Kirche sind Pfarrergrabsteine des 17. und 18. Jahrhunderts erhalten.